# Mangora songyangensis
Mangora songyangensis är en spindelart som beskrevs av Yin et al. 1990. Mangora songyangensis ingår i släktet Mangora och familjen hjulspindlar. Inga underarter finns listade i Catalogue of Life.